# (11145) Emanuelli
(11145) Emanuelli ist ein Asteroid des Hauptgürtels, der am 29. August 1997 von den italienischen Astronomen Piero Sicoli und Paolo Chiavenna am Osservatorio Astronomico Sormano (IAU-Code 587) in Sormano entdeckt wurde.
Der Asteroid wurde am 26. November 2004 nach dem italienischen Astronomen Pio Emanuelli (1888–1946) benannt.